# Joseph Pernock
Joseph Pernock, né le 4 juin 1897 au Lorrain (Martinique) et mort le 1er juin 1975 au Lorrain (Martinique), est un homme politique français. Il fut maire du Lorrain durant 30 ans de 1945 à 1975. Il fut aussi député le 20 juin 1966 après le décès du député Emmanuel Véry-Hermence, il occupa cette fonction jusqu'au 2 avril 1967. Joseph Pernock est conseiller général du canton du Lorrain de 1955 à 1973.
En son hommage, le stade de la commune du Lorrain porte le nom de Joseph Pernock ainsi que le lycée général et technologique de la ville.

## Mandats
- 20 juin 1966 - 4 avril 1967 : Député de la 1re circonscription de la Martinique